# Suzuki GSX 1100 G
Die Suzuki GSX 1100 G ist ein Motorrad der Kategorie Tourer und gehört wegen ihrer Abmessungen und ihres Gewichts zu den Vertretern der „naked Big Bikes“ (unverkleidete Motorräder über 1000 cm³) der 300 kg-Klasse und erhielt den Beinamen „Eisenhaufen“ oder „Eisenschwein“.
Mit der kardangetriebenen GSX 1100 G wollte Suzuki im Jahre 1991 seine Modellpalette alltagstauglicher Motorräder nach oben erweitern. Das ursprünglich für den US-Markt vorgesehene Big Bike wurde auch nach Deutschland importiert. Dazu wurden Anpassungen an Fahrwerk und Elektrik vorgenommen.
Die GSX 1100 G wird unter den Suzuki-Fahrern gerne als die „große Schwester“ der Suzuki VX 800 gesehen. Diese Verwandtschaft rührt, trotz der völlig unterschiedlichen Motorenkonzeption (V2-Motor bei der VX 800, Reihenvierzylinder bei der GSX 1100 G) beider Modelle, von der ähnlich tourentauglichen Auslegung, dem Kardanantrieb und nicht zuletzt den ähnlichen Fahrwerksabmessungen her.

## Technik

### Motor
Der Motor ist ein luft/ölgekühlter Vierzylinder-Viertakt-Reihenmotor mit einem Hubraum von 1.128 cm³. Die Nennleistung beträgt 100 PS/74 kW bei 8000/min.

### Fahrwerk und Bremsen
Motor und Getriebe hängen in einem Doppelschleifen-Rohrrahmen. Das Vorderrad wird durch eine Teleskopgabel mit 150 mm Federweg gefedert. Das hintere Zentralfederbein hat einen Federweg von 133 mm. Die Bremsen bestehen aus einer Doppelscheibenbremse im Vorderrad und einer Einfach-Scheibenbremse im Hinterrad.

### Getriebe und Kraftübertragung
Das Getriebe hat 5 Gänge. Das Hinterrad wird von einer zweifach umgelenkten Kardanwelle angetrieben.

### Maße und Gewichte
Der Tank fasst 21 Liter Kraftstoff. Das Gewicht beträgt 255 kg, die Höchstgeschwindigkeit wird mit 223 km/h angegeben. 1991 betrug der Neupreis 13.490 DM.

### Bewertung
Gleichzeitig sorgte das Full-Floater-System für die Hinterradführung und der Kardanantrieb für ein komfortables, aber stabiles Fahrverhalten. Nur in engen Kehren ließ sie den Fahrer ihr tatsächliches Gewicht spüren.

## Modellgeschichte

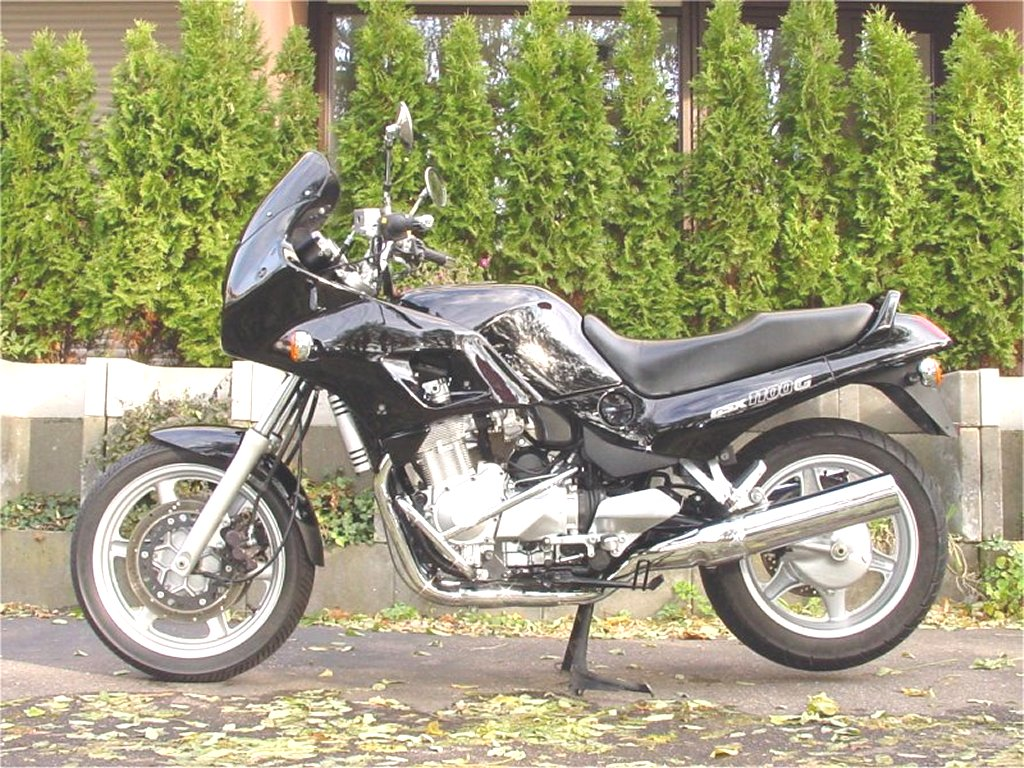
Suzuki GSX 1100 G mit Halbschale

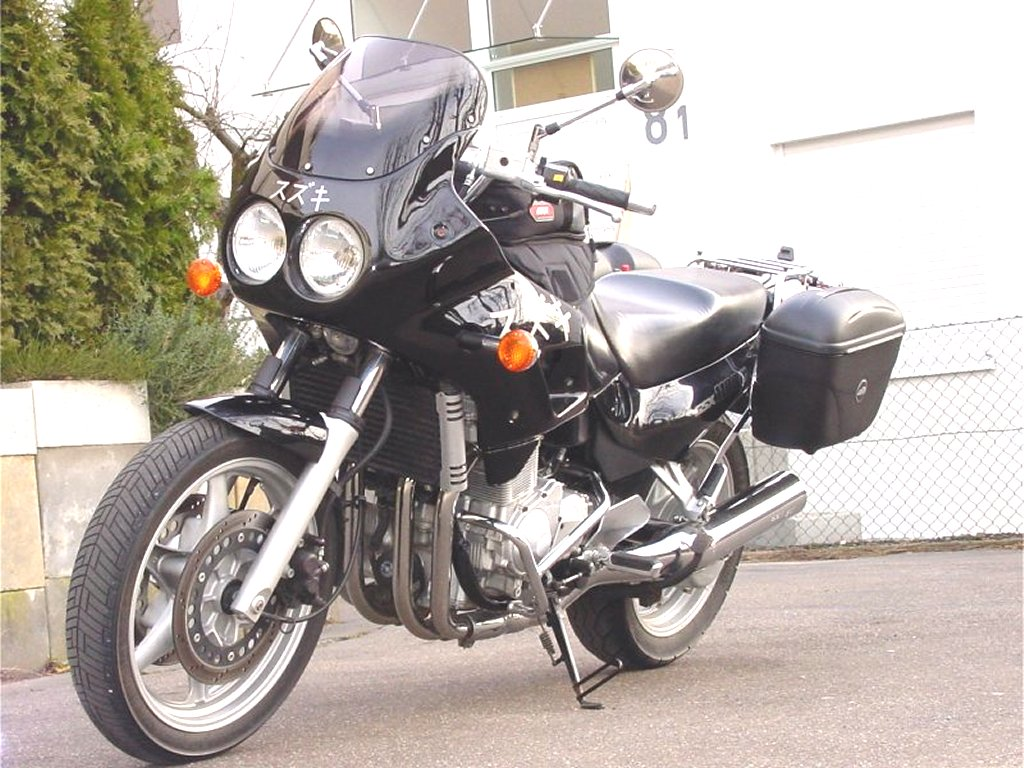
Suzuki GSX 1100 G mit Gimbel-Halbschalenverkleidung und Givi-Koffern

Die GSX 1100 G wurde ab 1991 gefertigt. Nach Deutschland importiert wurde sie von 1991 bis 1995, der Verkauf ging bis 1996. Dabei wurden die letzten Exemplare mit hohen Preisnachlässen abverkauft. So konnte man Ende 1996 einen vollwertigen 1.100 cm³-Tourer für knapp über 10.000 DM  kaufen.
Neben den offiziellen Importen gelangten einige Maschinen aus dem europäischen Ausland sowie den USA nach Deutschland.

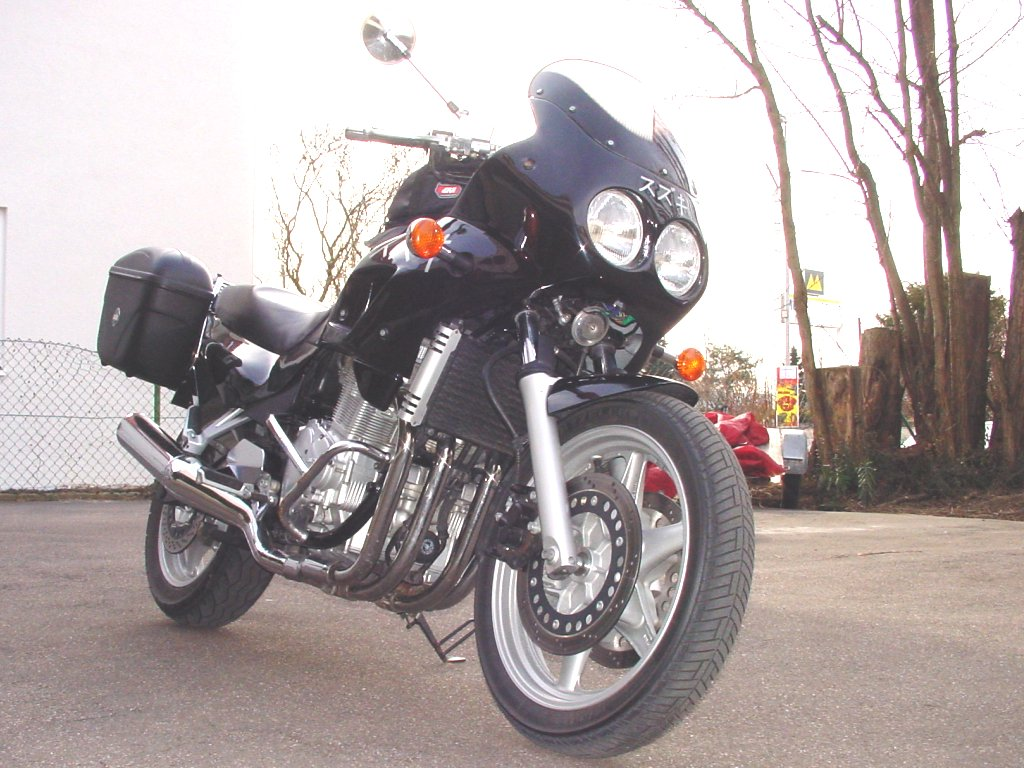
Suzuki GSX 1100 G mit Gimbel-Halbschale und Givi-Koffern

Fahrwerk und Motor sind auf Langlebigkeit und Tourentauglichkeit ausgelegt.

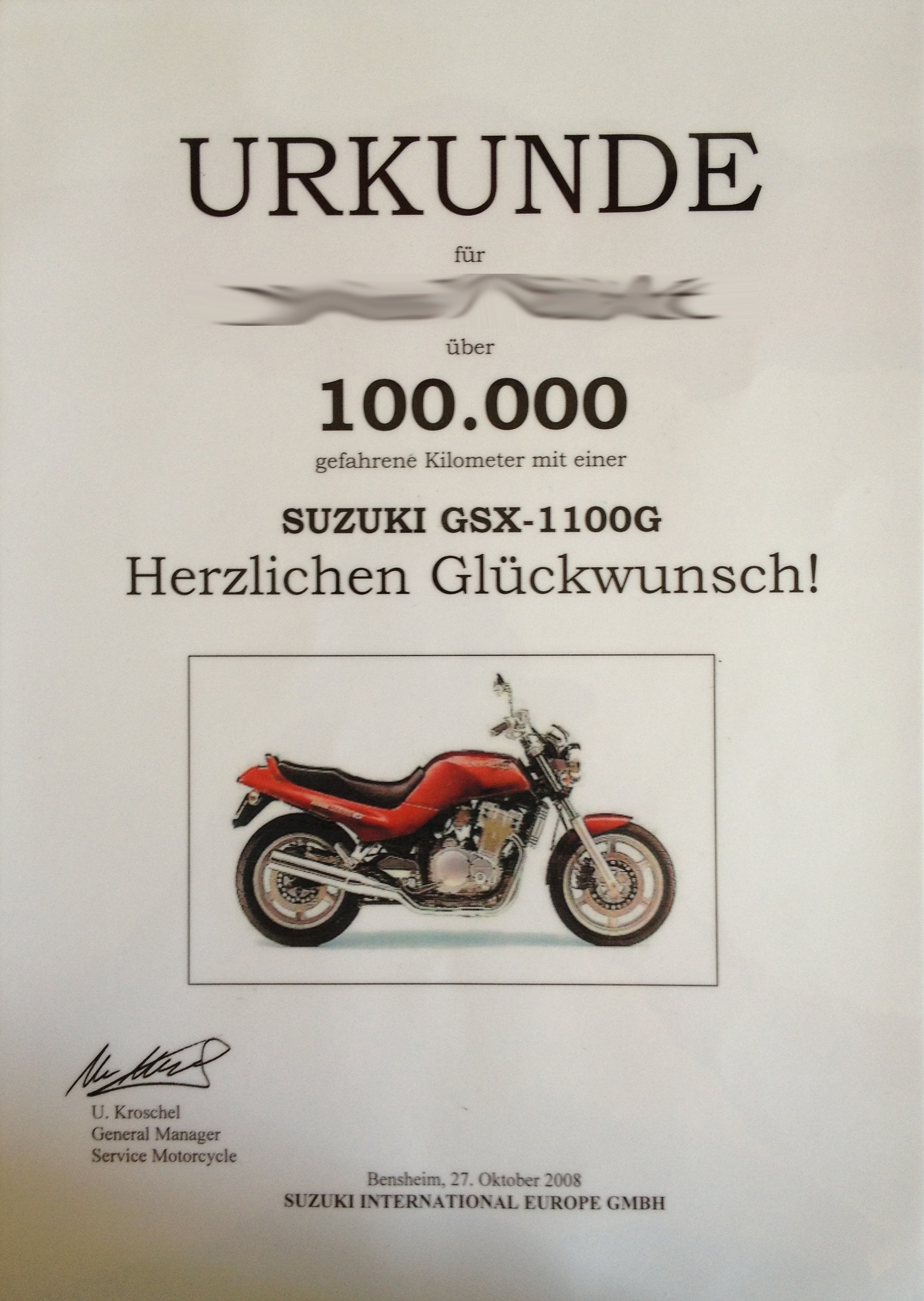
Sonderurkunde über eine Laufleistung von mehr als 100.000 km von „SUZUKI INTERNATIONAL EUROPE GmbH“ an den Erstbesitzer.

Seit dem Erscheinen der erfolgreicheren GSF 1200 „Bandit“ (mit Kettenantrieb) war die „G“ zu einem Nischendasein verdammt. Es gab auch Umbauten zum Motorradgespann.
Modifikationen gab es in der kurzen Modelllaufzeit kaum. So gab es geringfügige Ausstattungsänderungen sowie Fahrwerksverbesserungen für die deutschen Modelle, ab 1993 wurden die Felgen sowie die Lackierung des Motors geändert (vorher: Hellsilber, später Titan/Dunkelsilber).

### Typenbezeichnungen
- GV74A (E 22) – 1991, 1992 + 1994
- GV74B (E 17) – 1991 bis 1992
- GV74C (E 18) – 1991 bis 1994
- GV74G (E 24) – 1991 bis 1994

### Farbcodes der deutschen Modelle
- Candy President Maroon
- Purple
- Pearl Novelty Black
- Space Black
- Progress Grey

## Zubehör
Bedingt durch die kurze Modelllaufzeit und die verhältnismäßig geringen Stückzahlen, gibt es für die GSX 1100 G nur wenig spezielles Zubehör am Markt.
Einige Hersteller von Auspuffanlagen für Motorräder fertigten 4-in-1 oder 4-in-2-in-1 Anlagen für die „G“ (Original ist eine 4-in-2 Anlage).
Da die G aber viele Bauteile von parallelen oder späteren Suzuki-Modellen in sich trägt, passt zum Teil Zubehör für diese Maschinen. Insbesondere die GSF 1200 Bandit und die anderen GSX-Modelle haben viel gemeinsames mit der G.